# جو بولدن
جوزيف دانيال بولدن (مواليد 19 أغسطس 1993) لاعب كرة قدم أمريكي، ولاعب سابق في فريق ميشيغان ولفرينز لكرة القدم.